# Derya Zenginoglu
Derya Zenginoglu  (Hengelo, 18 juni 1974) is een Nederlandse multidisciplinaire kunstenaar.

## Leven en werk
Derya Zenginoglu werd opgeleid aan de kunstacademie ArtEZ in Enschede. Haar atelier is gevestigd in Amsterdam. 
Zenginoglu’s werken worden getoond door galeries in binnen- en buitenland. Zenginoglu raakte bekend door haar installaties. Daarnaast is haar werk aangekocht door MERLN Institute for Technology-Inspired Regenerative Medicine, een instituut van Universiteit Maastricht. Ook in andere bedrijfscollecties is werk van haar opgenomen. In 2019 heeft ze in Istanboel geëxposeerd waar ze aandacht kreeg van landelijke pers voor haar expositie "Connected Brains - Istanbul 34". Haar kunstwerk en samenwerking met wetenschappers dienden als vertrekpunt voor een groter project, waarin (jonge) wetenschappers en kunstenaars samen worden gebracht tijdens lezingen of seminars. Tijdens de pandemie werd Zenginoglu getroffen door de tv-beelden uit Italië. Ademhalen was door corona voor veel mensen ineens niet meer zo vanzelfsprekend. Met haar project "Kunstenaars geven Oksijen" wil Zenginoglu mensen ontroeren en aan het denken zetten over kunst, de verregaande technologieën waarover de mens beschikt, wetenschappelijke ontwikkelingen en hun relatie tot de natuur en de mens. Haar documentaire Interview-project "Kunstenaars geven Oksijen" is ondersteund door Overijssel, Hengelo en Oranje Fonds. Hierin interviewt Zenginoglu kunstenaars in hun atelier omgeving. Zenginoglu filmt hen ‘achter de schermen’ waardoor intieme portretten ontstaan die de kijker een authentieke inkijk geven in de leef-, werk- en denkwereld van de kunstenaars. Het zijn portretten over kleur en vrijheid, leven en dood en ‘schilderkunstige’ oplossingen, waarin het gewone en bijzondere voortdurend door elkaar heenlopen. Schildertechnieken en filosofische gedachten, het alledaagse en metafysische, het rationele en absurde: het komt allemaal langs in deze videoportretten.

## Uitgangspunt
Het gaat Derya Zenginoglu om verbinding. Verbinding tussen de mens en zijn omgeving, tussen kunst, techniek, wetenschap en natuur, en de manier waarop ze op elkaar inwerken. Vaak zijn de verbindingen niet direct zichtbaar. Maar ze zijn er wel wanneer we onze blik verruimen, onderzoekend blijven en met een vrije geest naar dingen proberen te kijken. Onderzoek en verbeelding komen samen en natuurwetten krijgen vormen die de tastbare werkelijkheid overstijgen.

## Nano Renaissance
Naast haar werk als beeldend kunstenaar schreef Zenginoglu het boek Nano Renaissance, samen met de biomedicus Pamela Habibović die sinds 2022 rector magnificus is van de universiteit van Maastricht. Hierin beschrijft Zenginoglu wat de samenwerking tussen deze twee disciplines kan betekenen. Ze meent dat we de nanotechnologie enigszins kunnen vergelijken met het middeleeuwse denken, dat zich – net als nanotechnologie – voornamelijk bezighield met de wereld die niet met het blote oog zichtbaar is. Volgens Zenginoglu kunnen hedendaagse kunstenaars deze onzichtbare wereld zichtbaar maken en zo als het ware een nieuwe renaissance creëren die de hedendaagse mens een completer beeld op de werkelijkheid kan geven.